# بلوط بان (مقاطعة دورة)
بلوط بان (بالفارسية: بلوط بان) هي مستوطنة تقع في قسم كشكان الريفي (مقاطعة دورة) في إيران. يقدر عدد سكانها بـ 125 نسمة .